# Chasing Pavements
Chasing Pavements è un singolo della cantautrice britannica Adele, pubblicato il 13 gennaio 2008 come secondo estratto dal suo primo album in studio 19.

## Successo commerciale
Il singolo ha ottenuto più o meno in tutto il mondo un rilevante successo, contribuendo a rendere popolare la cantante inglese nel resto d'Europa.

## Video musicale
Il videoclip, diretto da Mathew Cullen, ruota intorno ad un incidente fra due automobili, raccontato da due punti di vista.

## Tracce
UK CD single
1. Chasing Pavements
2. That's It I Quit I'm Movin' On

## Classifiche
| Classifica (2008) | Massima Posizione |
| ----------------- | ----------------- |
| Regno Unito       | 2                 |
| Germania          | 46                |
| Taiwan            | 2                 |
| Irlanda           | 7                 |
| Belgio            | 6                 |
| Danimarca         | 9                 |
| Paesi Bassi       | 3                 |
| Polonia           | 17                |
| Svezia            | 37                |
| Svizzera          | 5                 |
| Norvegia          | 1                 |
| Italia            | 7                 |
| Slovacchia        | 53                |

### Classifica italiana
| Settimane | 01 | 02 | 03 | 04 | 05 | 06 | Posizione | 12 | 7 | 12 | 8 |  |

## Cover
- Il cast della serie televisiva statunitense Glee, ha realizzato nel 2012 una cover del brano nel primo episodio della quarta stagione.